# Marek Czyżewski
Marek Czyżewski – polski socjolog, doktor habilitowany, profesor w Instytucie Socjologii Wydziału Ekonomiczno-Socjologicznego Uniwersytetu Łódzkiego, specjalizujący się w socjologii kultury.

## Życiorys
Uzyskał stopień naukowy doktora habilitowanego. Został profesorem nadzwyczajnym w Zakładzie Badań Komunikacji Społecznej Instytutu Socjologii Wydziału Ekonomiczno-Socjologicznego Uniwersytetu Łódzkiego.
Laureat Nagrody im. Stanisława Ossowskiego (przyznawanej przez Polskie Towarzystwo Socjologiczne) za książkę Socjolog i życie potoczne. Studium z etnometodologii i współczesnej socjologii interakcji (Łódź: Wydawnictwo Uniwersytetu Łódzkiego, 1984).
W 2016 został redaktorem naczelnym "Przeglądu Socjologicznego".
Redaktor serii wydawniczej Biblioteka Dyskursu Publicznego.
Jego zainteresowania badawcze obejmują następujące zagadnienia: „analiza dyskursu publicznego, współczesne teorie społeczne zagadnienia komunikowania i demokracji, badania nad językiem wrogości”.